# 証拠に基づく政策
証拠に基づく政策（しょうこにもとづくせいさく、英語: evidence-based policy, EBP）とは公共政策学の多方面において用いられる用語であり、政策決定が厳格に立証された客観的な証拠に基づくことを意味する。この用語は、根拠に基づく医療（EBM）という構想の公共政策学への拡張的な応用であると概念的にはみなされている。
さりながら、診療的意思決定と公共政策的意思決定との異同を考慮すると、証拠に基づく政策という構想の有用性や応用性については議論に争いがある。多角的で競合的な社会的利害関係における選択を含む政治的決定は文字通り政治的であり、政治的決定のこの性質は通常すべての当事者が目標に関して一致しうる（例：患者の治療という目標）診療的意思決定のそれと本質的に異なりうるものである。政治的決定における一連の合致した諸目標の欠缺という事実は、異なる社会的利益を志向した政治的主張に関連した証拠集が複数個存在するであろうことを意味する。したがって、政策立案者に対して「証拠に基づく」選択肢がただ一つ存在しうるという考えはすべてに妥当するものではなく、専ら最も単純な技術的演習にのみ妥当するものである。
ある特定の種類の証拠を政策立案者が検討するにあたり「最適」であると推奨している者もいる。ランダム化比較試験などを例として、ある手法などが政策がもたらす諸結果をより良いものとするかどうかを判定する科学的に厳密な評価方法による証拠がその種類に含まれる。しかしながら、政策に関連する知識は計量分析的な研究によっては十分に提供されず、関連する証拠の収集にとり決定的な要素である方法と手段に関しての議論を招いている。例えば、人権、公共受容性または社会的正義に関連する政策は、ランダム化比較試験がもたらすものとは別種類の証拠を要請しうるし、あるいは、介入効果の証拠（これはランダム化比較試験が基本的に提供するようデザインされている）への考慮に加えて道徳哲学的推論を要請しうる。とはいえ概して、良質なデータ、分析手腕、および科学的知識の使用に対する政治的支援は、証拠に基づくアプローチの重要な要素であると考えられている。
単に一個または一種類の証拠は大半の政治的決定場面の現実に有効でないこと、および客観的な証拠それ自体は「何をすべきか」という規範的命題に言及しえないことから、多くの学者が「証拠に基づく」という用語を忌避するようになり、「証拠を参酌した」などの別の用語を利用している。この用語の変遷は、「証拠に基づく」という言葉にしばしば見出される潜在的な限界や還元主義的な発想を避けつつ、厳密性と良質性の観点から証拠の活用方法を改善したいという基本的な希求についての継続的な検討と表裏をなしている。とはいえ、「証拠に基づく」という表現は依然広く用いられており、政策に関連する厳密かつ良質な証拠の体系的な検討方法の確保や手段と目的の関係を倒錯した証拠の不正利用の防止などによって、証拠が的確かつ適正に活用されることへの願望を反映しているものとされる。

## 証拠に基づく政策の方法論
数多くの方法論が証拠に基づく政策には存在しているが、それらはおよそ次の共通的な特徴を有している。
- なぜその政策が有効であるとかんがえられるか、およびその政策が成功した場合にどのような影響をもたらすかについての理論を検討する。
- 反実仮想を含む：その政策が実施されなかったとしたら、何が起きていたか。
- その政策のもたらすと考えられる影響の尺度を採択している。
- その政策のもたらす直接および間接的な影響両方を検討する。
- その政策の結果に影響しうる外在的な要因に備えて不確実な要因と統制された要因とを区別する。
- 第三者によって検討および再現されうる体裁である。

証拠に基づく政策に用いられる方法論の諸様式は、費用便益分析的な枠組みのカテゴリーに含まれ、政策が実施される場合の純利得を推算するためにあるといえる。政策にまつわる因果関係の中には定量化が困難なものも少なからずあるため、何らかの特定の価値を基準とする代わりに、広く便益が費用を上回るか否かに焦点が置かれるが大概である。

## 日本における証拠に基づく政策
2017年現在、日本においても証拠に基づく政策形成が注目を浴び始めており、2017年8月には政府がEBPM推進委員会（EBPMはevidence-based policy makingの略）の初会合を行うなどされている。しかし、日本において証拠に基づく政策形成が有効に活用されるようになるためには主に二つの解決すべき課題があるとされる。その課題とは、第一に高度な計量分析などを行える人材の不足であり、第二に良質な統計的なデータの欠乏であるとされる。日本経済新聞は、証拠に基づく政策形成に重要である政策評価がままならないような日本の現状を「政策評価途上国」であると揶揄している。